# Герб Адыгеи
Герб Республики Адыгея (адыг. Адыгэим Республикэм и тэмыгъэ) является государственным символом Республики Адыгея. Принят Парламентом Республики 24 марта 1994 года. Зарегистрирован за № 163 в Государственном геральдическом регистре Российской Федерации. Автор — народный художник республики Адыгея Меретуков Давлет Мухаджериевич Архивная копия от 13 декабря 2013 на Wayback Machine.

## Описание
Герб Республики Адыгея представляет собой круг, сверху обрамленный лентой с надписью «Республика Адыгея» на адыгейском и русском языках. В середине ленты — большая звезда, с боковых сторон — листья дуба, клёна (справа), золотистые колосья пшеницы, початки кукурузы (слева). Круг замыкается аббревиатурой слов «Российская Федерация» — буквами РФ, над которыми изображен национальный стол — анэ с хлебом и солью. В середине круга — главный герой нартского эпоса Саусэрыкъо на огненном летящем коне.
В руке всадника — пылающий факел, который богатырь похитил у богов для блага людей. Лучи от этого огня как бы рассыпаются по небосводу двенадцатью звездочками. Под всадником Саусэрыкъо парит орёл. 12 звёзд символизируют 12 адыгских племен. Полет всадника на коне символизирует полет молодой республики в будущее, к прогрессу. Вспаханное поле, стол с хлебом-солью вместе с находящимися в гирлянде герба колосьями пшеницы и проса, початком кукурузы говорят о главном занятии адыгов — сельском хозяйстве. Голова быка символизирует золотые сокровища Майкопского кургана. Изображения гор, пашни, листьев клёна и дуба характеризуют географические и природные особенности республики, что расположена она на живописных северных склонах Кавказского хребта и долинах рек Кубани и Лабы и плодородной Прикубанской равнине, говорят о лесных богатствах края. Изображённая в верхней части герба большая пятиконечная звезда олицетворяет единение и братство многонационального населения Адыгеи.
Ещё в средневековье собирательным образом племён Адыгеи был всадник на коне. Поле щита было алым, а конь и всадник изображались серебряным цветом.